# Naucoroidea
Naucoroidea Falln, 1814, è una superfamiglia di Insetti dell'Ordine dei Rincoti (Sottordine Heteroptera).
Si tratta di insetti semiacquatici predatori. Sistematicamente si suddividono in tre famiglie, Aphelocheiridae,  Potamocoridae e Naucoridae, ma diversi Autori considerano le prime due come sottofamiglie dei Naucoridi.